# Kobiałki (Zawadka)
Kobiałki – część wsi Zawadka w Polsce położona w województwie małopolskim, w powiecie myślenickim, w gminie Tokarnia.
W latach 1975–1998 Kobiałki należały administracyjnie do województwa krakowskiego.